# Wednesday Morning, 3 A.M.
Wednesday Morning, 3 A.M. (exciting new sounds in the folk tradition) este albumul de debut al duoului de muzică folk, Simon & Garfunkel, lansat pe 19 octombrie 1964. A fost produs de Tom Wilson.

## Lista cântecelor
1. „You Can Tell the World” (Bob Gibson/Bob Camp) (2:47)
2. „Last Night I Had the Strangest Dream” (Ed McCurdy) (2:11)
3. „Bleckeer Street” (Simon) (2:44)
4. „Sparrow” (Simon) (2:49)
5. „Benedictus” (tradițional, aranjament și adaptare de Simon & Garfunkel) (2:38)
6. „The Sounds of Silence” (Simon) (3:08)
7. „He Was My Brother” (Paul Kane) (2:48)
8. „Peggy-O” (tradițional) (2:26)
9. „Go Tell It on the Mountain” (tradițional) (2:06)
10. „The Sun Is Burning” (Ian Campbell) (2:49)
11. „The Times They Are a-Changin'” (Bob Dylan) (2:52)
12. „Wednesday Morning, 3 A.M.” (Simon) (2:13)

## Disc single
- „The Sounds of Silence” (1965)

## Componență
- Paul Simon — chitară acustică, voce
- Art Garfunkel — voce